# بيزيلا
بيزيلا (تُكتب أيضًا بيزيلا) كانت إلهة بلاد ما بين النهرين مرتبطة ارتباطًا وثيقًا بنانايا ومثلها كانت تُدرج أحيانًا جنبًا إلى جنب مع حاشية إنانا. ومع ذلك، فقد تم توثيقها أيضًا فيما يتعلق بنينليل، ومن المفترض أنها كانت تُعتبر سوكال (إلهة مرافقة) لهذه الإلهة في خورساغاكالاما بالقرب من كيش.

## الاسم والشخصية
وقد كتب اسم بيزيلا بالخط المسماري على النحو التالي d NE. راهبة. لال. وفقًا لجوان جودنيك ويستنهولز، فإن اسم بيزيلا له أصل سومري معقول، "هي التي تسعد". ترجمه جيولي زيسا على أنه "رعاية محبة"، لكن الملاحظات المستندة إلى نص معجمي من بلاد ما بين النهرين ربما تكون مشتقة من عبارة تعني "التجريد".
وقد اقترح أن بيزيلا، على غرار نانايا، التي كانت مرتبطة ارتباطًا وثيقًا بها، كانت تعتبر إلهة الحب. تذكر مفردات إيميسال التي ألفت بين عامي 1400 و900 قبل الميلاد أن ما يعادل كلمة نانايا في اللغة السومرية هو d NIN. العلامة. TAG، نينزيلزيل. وفقًا لبول آلان بوليو، من المرجح أن يُقرأ الاسم على أنه نينزيلي، حيث أضافت إحدى الوثائق من أرشيف إينا تعليقًا يشير إلى هذا النطق: d NIN.TAG. العلامة لي. اقترح جوان جودنيك ويستنهولز على أساس الارتباط بين نانايا وكل من نانايا ونينزيزيل أن d NIN.TAG. TAG و d NE. راهبة. LAL، وربما أيضًا عدد من الأسماء المكتوبة بشكل مشابه، مثل d NE. راهبة، د نين. علامة و نون. تمثل نون إلهتين سومريتين اندمجتا في النهاية وارتبطتا بنانايا. د العلامة. تم تفسير NUN أيضًا على أنه كتابة بديلة لاسم إلهة النساج أوتو، على الرغم من أن ويستنهولز لم يقبل هذا التفسير.

## الارتباطات مع الآلهة الأخرى
كان بيزيلا مرتبطًا ارتباطًا وثيقًا بنانايا. يقترح أندرو ر. جورج أنه إما في أوروك أو في بورسيبا كان يُنظر إلى بيزيلا ونانايا على أنهما عضوان في عائلة واحدة. يمكن أيضًا التعامل معهم باعتباره نظيرين لبعضهم البعض. في قائمة آلهة فايدنر، يظهرون معًا إلى جانب كانيسورا. وتظهر أيضًا واحدة تلو الأخرى في الموسوعة الفلكية MUL.  APIN. وهم ينتمون أيضًا إلى نفس مجموعة الآلهة في نص تاكولتو الآشوري. في قائمة آلهة نيبور، يظهر بيزيلا في قسم إنانا مثل نانايا، على الرغم من عدم وضعهما بجوار بعضهما البعض مباشرة. يذكر أحد النصوص أن نينشوبور، ونانايا، وبيزيلا، وكانيسورا هم مرافقو إنانا. على نحو مماثل، فإن النسخة ثلاثية اللغات من قائمة آلهة فايدنر من أوغاريت التي تسرد المكافئات الحورية والأوغاريتية للآلهة الرافدينية تضع نينشوبور، ونانايا، وبيزيلا، وكانيشورا بالترتيب. يبدأ الاسم المقابل لبيزيلا في العمود الحوري بعلامة be، ولكن لا بقية الاسم ولا المعادل الأوغاريتي له محفوظان.
من المرجح أن بيزيلا كانت تعتبر سوكال (إلهة مرافقة) لزوجة إنليل نينليل في خورساغاكالاما، مركز عبادتها الواقع بالقرب من كيش. في قائمة النجوم، يتوافق بيزيلا مع "نجم الوفرة"، مول خي-جال-آ، والذي تم تصنيفه بدوره على أنه سوكال نينليل في المجموعة الفلكية مول. APIN. في نفس المصدر، تم ذكر بيزيلا إلى جانب نانايا ونجمتها كورونا بورياليس، في هذا النص مدرجة ضمن "سيدات القصر" لإنليل.
من المفترض أن بيزيلا في بعض المصادر توجد بين الآلهة من بلاط إلهة السجن نونجال، على الرغم من أن جيرميا بيترسون يرى أنه من المحتمل أن يكون هناك إلهان يحملان أسماء متشابهة، أحدهما مرتبط بنونجال والآخر مع نانايا. يقترح أن الاسم السابق كان d NE -zi-il-la. في النصين اللذين تظهر فيهما، ترنيمة نونجال ومقطع يصف رحلة هذه الإلهة إلى العالم السفلي برفقة نينتينوجا، تم ذكرها فيما يتعلق بسرير نونجال، وفي السابق تمت مخاطبتها باسم "رئيسة الحلاقين" ( كينداجال ).

## يعبد
تشير النصوص الإدارية من فترة أور الثالثة إلى أن بيزيلا تلقى عروضًا إلى جانب نانايا في حفل تضمن إحضار تماثيل لآلهة مختلفة إلى القصر الملكي. كما تم ذكرها أيضًا في قائمة العروض من ماري من فترة شكاناكو، حيث تظهر جنبًا إلى جنب مع نانايا. من المرجح أنهم قدموا من أوروك.
تشير قائمة المعابد التفسيرية المعروفة من سيبار البابلية الحديثة، والتي تم ترتيبها وفقًا لمبدأ جغرافي، إلى وجود معبد بيزيلا في خورساكالاما. من المعروف أيضًا وجود مزار بيزيلا، إيدورشوانا (ربما "البيت، رباط القوة العالية")، من وثيقة بابلية جديدة واحدة، على الرغم من أن استعادة الاسم ليست مؤكدة تمامًا، ولم يتم تحديد الموقع. يقترح أندرو ر. جورج مبدئيًا تحديده بالمعبد الذي لا اسم له والذي يقع في Ḫursaĝkalama، حيث لا توجد أسماء أخرى معروفة لأماكن العبادة المخصصة لبيزيلا. أقيم مهرجان في بابل تكريما لجولا شارك فيه بيزيلا، وكذلك نينليل (التي عملت إلى جانب سوكالها المفترض كممثلة إلهية لكيش)، وبليت إينا (إنانا من أوروك)، وبليت نينوا ("سيدة نينوى") والإله د كاس. تين. NAM، ربما يمكن التعرف عليه باعتباره شكلًا متأخرًا من إلهة البيرة نينكاسي.
وفقًا لنص طقوس تاكولتو الآشورية، كان يتم عبادة بيزيلا، وكذلك نانايا وكانيسورا، في بيت بيليتي.
تعويذة أكادية معروفة من نسخة من أوغاريت تستحضر بيزيلا إلى جانب جولا وتشير إليها باعتبارها "سيدة الإغاثة"، be-let tap-ši-iḫ-ti.
د العلامة. الراهبة، وفقًا لجوان جودنيك ويستنهولز، ربما كانت مرتبطة ببيزيلا، وكان لها معبد في أوما في فترة الأسرات المبكرة ،  بناه الملك إيل. تم ربط نينزيزلي أيضًا ببيزيلا ونانايا بواسطة ويستنهولز، وتم إثبات ذلك باسم بوابة منطقة معبد إينا في وثيقة من أوروك البابلية الحديثة.